# Trakais historiska nationalpark
Trakais historiska nationalpark är en nationalpark i Litauen. Den instiftades 1992 för att omfatta den historiska staden Trakai, omkring 25 km väster om Vilnius, skogarna, sjöarna och byarna i dess omgivning. Det är den enda nationalhistoriska parken i Europa.